# 人恋しくて
「人恋しくて」（ひとこいしくて）は、南沙織通算16枚目のシングル。1975年8月1日発売。発売元はCBS・ソニー。

## 解説
カヴァー・ソングを除いたシングル曲では、初めて「有馬三恵子・筒美京平コンビ」を離れてリリースされた作品である。作詞は、1960年代に西野バレエ団で活躍した江美早苗として知られた中里綴、作曲は、翌1976年2月26日に発売されたソロデビューシングル「春うらら」をヒットさせることになる田山雅充である。田山はその後もライヴで、南に提供した曲を歌うことがある。「中里・田山コンビ」は赤い花の「今愛の中で」（赤い花デビューシングル「赤い花みつけた」B面、1974年6月発売、キャニオンレコード）以来である。
本シングルは、オリコンの週間ヒットチャートでベストテン入りを果たし、年末には本作により『第17回日本レコード大賞』で歌唱賞を受賞した。PV集『Hello!Cynthia』（1984年11月21日発売）には、ノミネートされて歌った際の映像が収録されている（音声もその放送時のもの）。同映像は、デビュー30周年記念メモリアル特別企画CD-BOX『CYNTHIA ANTHOLOGY』（2000年6月7日発売、ソニーレコード）でDVD化されて収められた。本楽曲で『第26回NHK紅白歌合戦』に出場をした（通算5回目）。その映像は、2006年6月14日発売の35周年CD-BOX『Cynthia Premium』に収められたDVDでも観ることが出来る。
表題曲の「人恋しくて」の冒頭は「暮れそうで暮れない黄昏どきは」のリフレインで始まる。『CYNTHIA  ANTHOLOGY』の解説によれば、「人恋しくて」はもとは「暮れそで暮れない黄昏どきは」という曲名であったが、音楽プロデューサー・酒井政利によって「人恋しくて」に変更された、とされている。1976年4月15日に発行された「南沙織ファンクラブ会報No.33」には、作曲者である田山へのインタビューが掲載されており、下記のQ&Aがある。
Q : 最初「人恋しくて」は「暮れそうで暮れない」というタイトルだったようですが
A : そうです。「暮れそで暮れない黄昏どきは」という長いタイトルだったんです
田山は、赤い花のヴォーカリストとして1974年にデビューののち、南による本シングルが発売された同年、たやまと夕子というデュオとして再デビューしている。同年発表のたやまと夕子デビューアルバム『暮れそで暮れない黄昏どきは』（1975年9月発売、キャニオンレコード、C-3059）には、たやまと夕子版の同作がすでにタイトル変更後の「人恋しくて」として収録されており、「暮れそで暮れない黄昏どきは」のタイトルはアルバム名にのみ残された。命名者は作詞者の中里綴。音源としての発売は、南版のほうが1か月先になった。
また南自身、当時歌番組で披露の際「暮れそうで暮れない黄昏どきは」の冒頭リフレイン後は、「心が脆くなるものですね」と1番目の最終行の歌詞を付け加え、さらに1番目の最後は「煙草の煙見つめて過ごす」と、レコード録音時とは歌詞を変えて歌唱するパターンが多かった。
なお、南にとって同曲はオリコンシングルチャートでベスト10入りした最後のシングルでもある。

## 収録曲
両楽曲とも、作詞: 中里綴、作曲: 田山雅充、編曲: 水谷公生
1. 人恋しくて（4:24）
2. ひとつぶの涙（3:45）

## 収録作品（LP・CD）
- 人恋しくて

南沙織ヒット全曲集 -1975年版-
Best of Best 南沙織のすべて
南沙織ヒット全曲集 -1976年版-
シンシアのハーモニー
シンシア・ラブ
シンシア・メモリー
THE BEST / 南沙織 -1978年6月版-
THE BEST / 南沙織 -1978年11月版-
THE BEST / 南沙織 -1979年6月版-
THE BEST / 南沙織 -1979年11月版-
THE BEST / 南沙織 -1980年版-
THE BEST / again 南沙織
THE BEST / 南沙織 -1982年版-
南沙織のすべて
南沙織ベスト・コレクション
南沙織ベスト Recall 〜28 SINGLES SAORI + 1〜
Cynthia Memories
Cynthia Best 〜 Eternity
GOLDEN J-POP/THE BEST 南沙織
CYNTHIA ANTHOLOGY
DREAM PRICE 1000 南沙織 色づく街
南沙織 THE BEST 〜 Cynthia-ly
ドーナツ盤型12cmCDコレクション
Cynthia Premium
南沙織 スーパー・ベスト
南沙織 BEST OF BEST
GOLDEN☆BEST 南沙織 コンプリート・シングルコレクション
南沙織 スーパー・ヒット
南沙織 ベスト・ヒット
ゴールデン☆アイドル 南沙織
CYNTHIA ALIVE
- 人恋しくて -Album Version-

人恋しくて（アルバム）
Cynthia Premium
- 人恋しくて -Live #1- （SAORI HIT MEDLEY）-

SAORI ON STAGE
CYNTHIA ANTHOLOGY
- 人恋しくて -Live #2-

Good-bye Cynthia
Cynthia Memories
- ひとつぶの涙

Cynthia Memories
CYNTHIA ANTHOLOGY
ドーナツ盤型12cmCDコレクション
Cynthia Premium
ゴールデン☆アイドル 南沙織
- ひとつぶの涙 -Album Version-

人恋しくて（アルバム）
Cynthia Premium